# ウアボエ地区
ウアボエ地区（Uaboe District）は、ナウルの1地区。同国の北西部に位置する。
- 地区面積:0.8km²
- 地区人口:330人